# العلاقات الأفغانية الصينية
العلاقات الأفغانية الصينية كانت ودية في بدايات وأواسط القرن العشرين الميلادي إلا أنه بعد اعتناق الصين للشيوعية وتعرض أفغانستان للعزو السوفييتي عام 1979 تدهورت العلاقات بشدة. برغم أن السوفييت والصين يتشاركون في العديد من المبادئ إلا أن تدخل السوفييت في أفغانستان أثار سخط الصين. بعد انسحاب السوفييت وانفتاح الصين على الأسواق العالمية بدأت العلاقات بالعودة تدريجيًا.

## تاريخ العلاقات الأفغانية الصينية (من فترة حكم شعب الهان إلى سلالة تشينغ)
احتلت سلالات صينية مختلفة أجزاء من أفغانستان وآسيا الوسطى التي تقع حول حدود الصين الحالية. كانت أفغانستان مركز طريق الحرير المربح عبر التاريخ.

### سلالة هان الحاكمة
هزم الهان ديوان في الحرب، وأسسوا بذلك قوة صينية مسيطرة على أجزاء من شمال أفغانستان. أنشأت سلالة هان في وقت لاحق محمية للمناطق الغربية لحماية تجارة طريق الحرير عبر آسيا الوسطى. في العصور القديمة، كانت المنطقة التي تعرف الآن بأفغانستان معروفة بإخلاصها للديانة البوذية، التي ظهرت في القرن الخامس قبل الميلاد في الهند. تشير السجلات الصينية من سلالة هان إلى كابول باسم «كاو فو»، التي توصف بأنها مدينة ثرية تقع في جبال هندو كوش في موقع استراتيجي على الطرق التجارية التي تربط آسيا الوسطى بالهند. وصل راهب بوذي من أفغانستان إلى الصين في عام 2 قبل الميلاد وحول أول صيني إلى البوذية. غالبًا ما زار الحجاج البوذيون الصينيون أفغانستان في طريقهم إلى الهند في العصور القديمة، وجذبت المواقع البوذية مثل بلخ وبوذا باميان العديد من الزوار الصينيين. أنتج الصينيون الزجاج في الصين لأول مرة بين 424 - 428 م (قبل صُنعه في أفغانستان)، وتشير الأدلة الأثرية إلى حقيقة إنتاج الزجاج في وقت سابق في الصين.

### سلالة تانغ الحاكمة
في عام 605، وصل مبعوثون مما هو الآن أفغانستان إلى لويانغ (عاصمة الصين في ذلك الوقت) لتكريم الإمبراطور في مقابل الحصول على حقوق أكبر للتجارة مع الصين. عندما تأسست سلالة تانغ في عام 618 بعد الميلاد، طالبت أيضًا بانضمام أفغانستان إلى الصين، وكان هذه الرغبة متواجدة عند جميع الأباطرة التانغ الذين كانوا على استعداد لتحقيقها عبر الوسائل العسكرية وشن الحروب.
كانت أفغانستان خلال عهد أسرة تانغ، تحت سيطرة المحمية العامة الصينية لنشر السلام في الغرب. أصبحت صغد وفرغانة في عام 659، جنبًا إلى جنب مع مدن مثل طشقند وسمرقند وبلخ وهيرات وكابول، جزءًا من المحمية تحت حكم الإمبراطور غاوزونغ. أصبحت مدينة هرات الأفغانية وبخارى عاصمة أوزبكستان وسمرقند جزءًا من محمية تانغ أيضًا. كتب المؤرخ الهندي كومارا بادما سيفاسانكارا مينون عن الصينيين: «قاموا بإنجاز رائع بإرسال جيش من 100.000 رجل للسير في طريق البامير من كاشغار» ثم عبروا أفغانستان لاحتلال وادي هونزا في ما يعرف الآن بباكستان.
سهلت هزيمة الأتراك الغربيين وهزيمة الساسانيين من قبل العرب، التوسع الصيني تحت حكم الإمبراطور غاوزونغ في هراة، شمال شرق إيران وأفغانستان (توكهارستان) وبخارى وسمرقند وطشقند وصغديانا، التي كانت تنتمي سابقًا إلى الأتراك الغربيين.
خلال فترة حكم سلالة تانغ، التي يراها العديد من الصينيين فترة من الازدهار والثروة ويعتبرونها من أهم النقاط البارزة في تاريخهم، ازدهرت التجارة على طول طريق الحرير بين أفغانستان والصين. مرّ الراهب البوذي الصيني تشيونتسانغ عبر أفغانستان في طريقه إلى الهند ووصف مدى ذهوله وإعجابه عند مشاهدة بوذا باميان. وصلت الأديان مثل المسيحية النسطورية لأول مرة إلى الصين في عهد أسرة تانغ عبر أفغانستان، وتلاها الإسلام فيما بعد.

### إمبراطورية المغول
وُحدت المنطقتان لفترة وجيزة في ظل الإمبراطورية المغولية. وساهم ذلك أيضًا في دعم ونمو طريق الحرير.

## روابط خارجية
- السفارة الصينية في أفغانستان
- السفارة الأفغانية في الصين
- العلاقات الصينية الأفغانية